# Adolf Kehrer
Adolf Kehrer (* 25. September 1811 in Erbach (Odenwald); † 29. August 1886 in Darmstadt) war ein preußischer Generalmajor.

## Leben

### Herkunft
Adolf Kehrer war ein Sohn des Hofrats Ludwig Kehrer († 1842) und der Florentine, geborene Klump († 1819).

### Militärkarriere
Adolf absolvierte das Gymnasium in Worms und trat 1828 als Freiwilliger in das 3. Infanterie-Regiment der Großherzoglich Hessischen Armee ein. Er avancierte 1831 zum Kadettkorporal, 1832 zum Sekondeleutnant, 1836 zum Bataillonsadjutant, 1839 zum Premierleutnant, sowie 1848 zum Hauptmann. Er nahm an der Niederwerfung der Badischen Revolution, insbesondere an den Gefechten bei Kandern, Weinheim, Groß Sachsen und Gernsbach teil. Für seinen Einsatz wurde er mit dem Ritterkreuz I. Klasse des Ludwigsordens, dem Felddienstzeichen und der Badischen Gedächtnismedaille ausgezeichnet. Er war dann Mitglied der Offiziersprüfungskommission für das Jahr 1851. Mit seinem Aufstieg zum Major 1858 wurde er auch Bataillonskommandeur im 2. Infanterie-Regiment. Anfang Februar 1862 wechselte er als Oberstleutnant und etatsmäßigen Stabsoffizier zum 1. Infanterie-Regiment (Leib-Garde-Regiment) nach Worms. 1866, zum Zeitpunkt der Mobilmachung war Kehrer Korpsintendant des VIII. Deutschen Bundeskorps und nahm am Feldzug gegen Preußen teil. Er kehrte im selben Jahr zu seinem Regiment zurück und wurde in Folge des Artikels 16 des Friedensvertrages Mitglied der mit Preußen niedergesetzten Kommission.
Unter Beförderung zum Oberst stieg Kehrer am 24. Januar 1867 zum Regimentskommandeur auf. Daran schloss sich vom 10. Juli 1867 bis zum 30. Mai 1868 eine Verwendung als Kommandeur der 2. Infanterie-Brigade in Darmstadt an. Anschließend dem Brigadestab aggregiert, beauftragte man ihn drei Monate später zunächst mit der Führung der Geschäfte des Kommandanten von Darmstadt und ernannte ihn am 3. Dezember 1868 zum Kommandanten. 1869 hat er den Charakter als Generalmajor erhalten. Während des Krieges gegen Frankreich war er 1870/71 Etappenkommandant in Darmstadt. 1872 wurde Kehrer in die Preußische Armee übernommen. Zu seinem 50. Dienstjubiläum hat er den Stern zum Kronen-Orden II. Klasse mit der Zahl „50“ und das Kommandeurkreuz I. Klasse des Ludwigsordens erhalten. Kehrer wurde 1880 sein Abschied mit Pension bewilligt. Anlässlich seiner Verabschiedung ehrte ihn Großherzog Ludwig IV. mit dem Großkreuz des Verdienstordens Philipps des Großmütigen.

### Familie
Kehrer war mit Luise Susanne Marianne Werner vermählt. In den Jahren 1843 bis 1853 sind aus der Ehe vier Töchter hervorgegangen.